# Francisco González Bocanegra

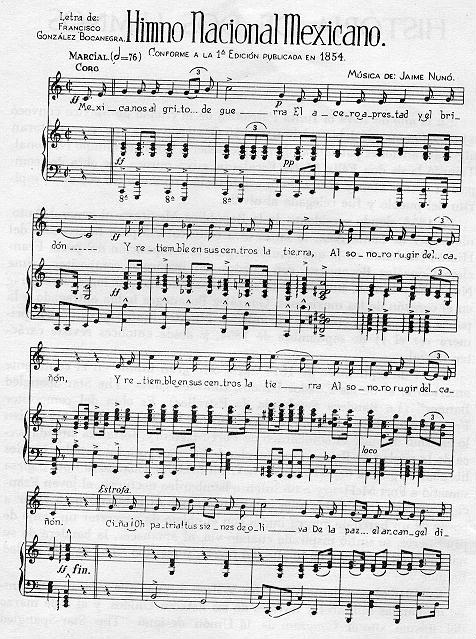

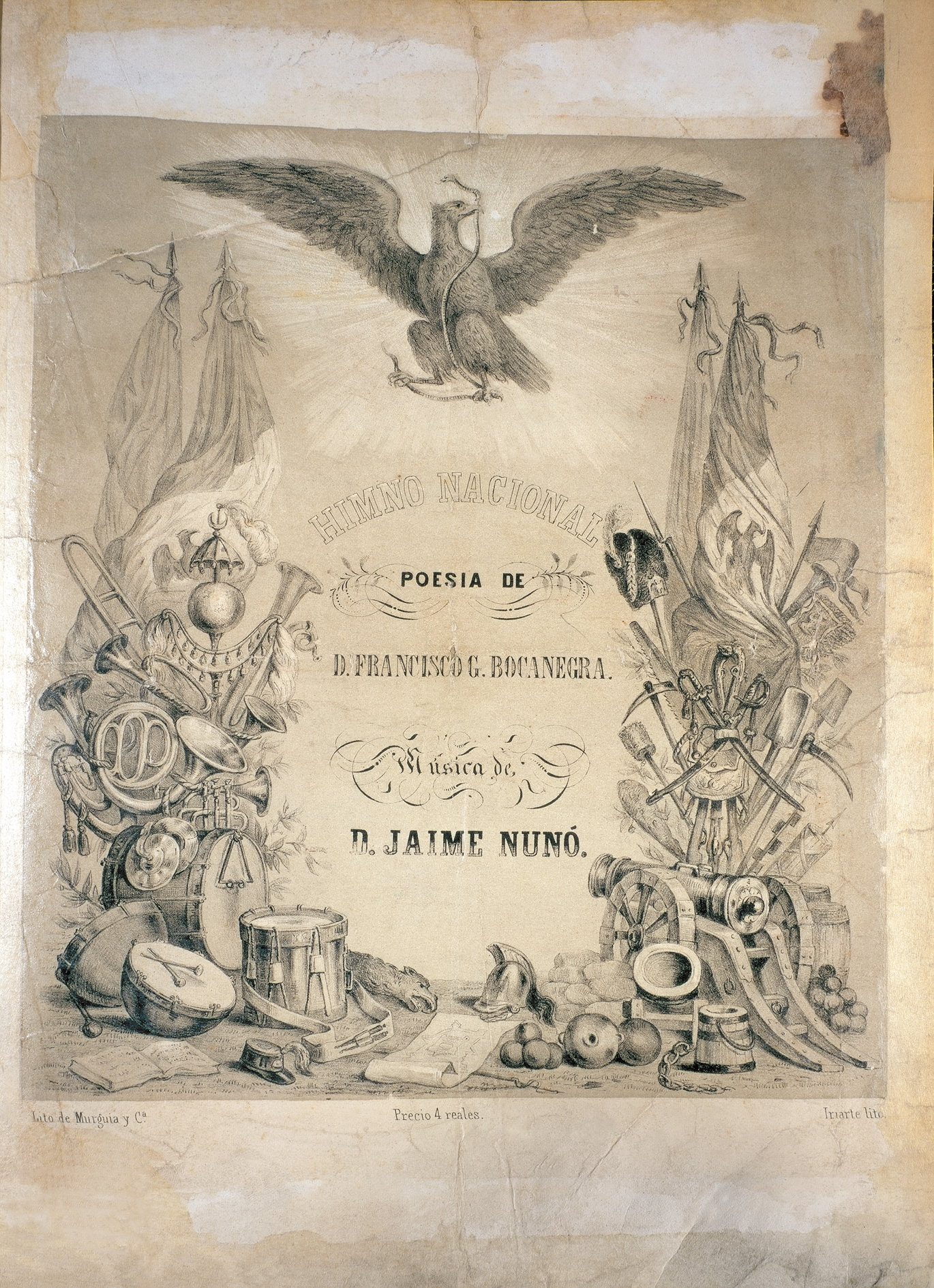

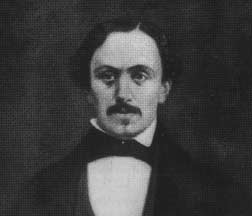
Francisco González Bocanegra

Francisco González Bocanegra (San Luis Potosí, 8 januari, 1824-Mexico, 11 april, 1861) was een Mexicaans dichter. Hij schreef de tekst van Himno Nacional Mexicano, het Mexicaanse volkslied.
Zijn tekst werd in 1853 gekozen door president Antonio López de Santa Anna, die een wedstrijd had uitgeschreven. Volgens de legende wilde hij eigenlijk helemaal niet meedoen aan die wedstrijd, maar werd hij door zijn verloofde Guadalupe González del Pino ("Pili") naar haar slaapkamer gelokt en daar opgesloten. Pili liet hem pas vrij nadat hij een paar uur later zijn tekst onder de deur had geschoven.
De Spaanse componist Jaime Nunó schreef de muziek voor het lied en op 16 september 1854 (viering van Grito de Dolores) werd het volkslied voor het eerst gespeeld. Bij die plechtigheid waren González en Pili, die inmiddels getrouwd waren, aanwezig.
Hij overleed in 1861 aan tuberculose terwijl hij bezig was aan een dramastuk over Vasco Núñez de Balboa.
González Bocanegra was een neef van president José María Bocanegra.
- Biblioteca Nacional de España: XX1573763
- Gemeinsame Normdatei: 140494375
- International Standard Name Identifier: 0000 0001 1751 097X
- Library of Congress Control Number: nr97044725
- MusicBrainz: e75b7489-e7bb-4df4-9025-65541c6d2284
- Système universitaire de documentation: 074061445
- Virtual International Authority File: 24510997
- WorldCat: E39PBJc3HF3MCyFRFbtDRRt3Qq